# Миезки театър
Миезкият театър (на гръцки: Το θέατρο της Μίεζας) е обществено съоръжение от края на елинистическата епоха, датиращо от II век пр. Хр., разположено край град Негуш, Гърция.
Театърът е сред най-важните сгради на античния македонски град Миеза. Разположен е северно от Копаново (Копанос) и южно от Голишани (Левкадия). Разкрит е случайно през лятото на 1992 година.
Запазени са пространството пред сцената и стената на сцената с дорийски пиластри по фасадата. Оркестърът е с диаметър от 22 m. Първите 4 реда седалки са от варовик и дузина линии, а останалите 12 реда са издълбани в меката скала на склона. Капацитетът на театъра е бил 1500 – 2000 зрители.
Веднага на север от театъра е разкрита агората на Миеза с големи обществени сгради.
В 2012 година Миезкият театър е обявен за паметник на културата.